# Zeitschrift für evangelisches Kirchenrecht
Die Zeitschrift für evangelisches Kirchenrecht (abgekürzt ZevKR) ist eine 1951 von Rudolf Smend gegründete juristische Fachzeitschrift, in der Beiträge zum evangelischen Kirchenrecht und zum Staatskirchenrecht sowie Berichte zur Rechtsprechung staatlicher und kirchlicher Gerichte veröffentlicht werden.
Herausgegeben wird sie von Axel Freiherr von Campenhausen, Joachim E. Christoph, Michael Germann, Hans Michael Heinig (geschäftsführend), Jan Hermelink, Karl-Hermann Kästner, Christoph Link, Thorsten Moos und Arno Schilberg, Peter Unruh und Hinnerk Wißmann.
Die Zeitschrift erscheint vierteljährlich im Verlag Mohr Siebeck in einer Auflage von 550 Exemplaren.